# NGC 6708
NGC 6708 este o galaxie situată în constelația Telescopul. A fost descoperită în 9 iunie 1836 de către John Herschel. Se află la o distanță de 36,45 de megaparseci de Pământ.